# Герцог Аберкорн
Герцог Аберкорн — аристократический титул, созданный в пэрстве Ирландии 10 августа 1868 года королевой Великобритании Викторией для Джеймса Гамильтона, 2-го маркиза Аберкорна.

## История
Для обеспечения лояльности король Шотландии Яков VI Стюарт пожаловал в 1587 году Клоду Гамильтону, третьему сыну Джеймса Гамильтона, 2-й графа Аррана, титул лорда Пейсли. Его сын Джеймс Гамильтон получил титул лорда Аберкорна 5 апреля 1603 года. 10 июля 1606 года он стал графом Аберкорном и лордом Пейсли, Гамильтоном, Маунткаслом и Килпатриком (пэрства Шотландии).
Его преемник, Джеймс Гамильтон, 2-й граф Аберкорн, 8 мая 1617 года получил дополнительные титулы: лорд Гамильтон, барон Страбан (пэрство Ирландии). В 1633 году он отказался от титула барона Страбана в пользу младшего брата Клода Гамильтона. Его внук Джордж Гамильтон стал 4-м графом Аберкорна в 1680 году. Он был лишен владений в Ирландии в 1691 году, а его баронство Страбан было конфискована. Однако его брат Чарльз Гамильтон, 5-й граф Аберкорн, получил назад все владения в 1692 году.
Джеймс Гамильтон, 6-й граф Аберкорн стал ирландским баронетом из Даналонга в графстве Тирон и Нина в графстве Типперэри (1660). Он 2 сентября 1701 года получил дополнительные титулы: барон Маунткасл и виконт Страбан (пэрства Ирландии). 7-й граф Аберкорн стал членом тайного совета Англии и тайного совета Ирландии. Джеймс Гамильтон, 8-й граф Аберкорн, 24 августа 1786 года получил титулы: виконт Гамильтон из Гамильтона (пэр Великобритании). Его преемником стал племянник Джон Гамильтон, который 15 октября 1790 года стал маркизом Аберкорном и пэром Великобритании. В 1805 году он стал кавалером Ордена Подвязки.
Джеймс Гамильтон, 2-й маркиз Аберкорн, был кавалером Ордена Подвязки (1844) и лордом-лейтенантом Ирландии (в 1866—1868, 1874—1876). 10 августа 1868 года для него был создан титул маркиза Гамильтона из Страбана и герцога Аберкорна (в звании пэра Ирландии). Его преемник, Джеймс Гамильтон, 2-й герцог Аберкорн, продолжил семейную традицию и стал кавалером Ордена Подвязки в 1892 году. 3-й герцог Аберкорн был членом Палаты общин и губернатором Северной Ирландии, а также кавалером Ордена Святого Патрика и Ордена Подвязки.
В настоящее время титул герцог носит Джеймс Гамильтон, 5-й герцог Аберкорн (род. 1934), который также является кавалером Ордена Подвязки. Наследники герцогского престола носят титулы маркиза Гамильтона и виконта Страбана.
Герцоги Аберкорн также претендуют на французский титул герцога де Шательро в качестве наследников по мужской линии графа Аррана, которому в 1548 году был пожалован французским королём Генрихом II этот титул.
Родовым гнездом герцогов Аберкорна является Баронс Корт (также известно как Баронскорт касл) в имении в Ньютаунстюарте в окрестностях Страбана (графство Тирон, Северная Ирландия).
Принцесса Диана Уэльская являлась правнучкой Джеймса Гамильтона, 3-го герцога Абернкорна.

## Лорды Пейсли (1587)
- 1587—1621: Клод Гамильтон, 1-й лорд Пейсли (1543—1621), политик, младший сын Джеймса Гамильтона, 2-го графа Аррана
- 1621 — ок. 1670: Джеймс Гамильтон, 2-й лорд Пейсли (ок. 1604 — ок. 1670), старший сын 1-го графа Аберкорна и внук 1-го лорда Пейсли

## Графы Аберкорн (1606)
Другие титулы: лорд Аберкорн и графства Линлитгоу (1603), лорд Пейсли, Гамильтон, Маунткасл и Киркпатрик (1606)
- 1606—1618: Джеймс Гамильтон, 1-й граф Аберкорн (1575—1618), старший сын 1-го лорда Пейсли, лорд Абернкорн с 1603 года, граф Абернкорн с 1606 года

Другие титулы (начиная со 2-го графа): лорд Пейсли из графства Ренфрю (1587)
Другие титулы (2-й граф): барон Гамильтон из Страбана в графстве Тирон (1617)
- 1618 — ок. 1670 Джеймс Гамильтон, 2-й граф Аберкорн (ок. 1604 — ок. 1670), старший сын 1-го графа Абернкорна, 2-й лорд Пейсли с 1621 года
  - Джеймс Гамильтон, лорд Пейсли (ок. 1633 — ок. 1670), старший сын 2-го графа Абернкорна
- ок. 1670 — ок. 1683 Джордж Гамильтон, 3-й граф Аберкорн (ок. 1636 — ок. 1683), младший (третий) сын 2-го графа Абернкорна. Скончался неженатым

Другие титулы (4-й граф): барон Гамильтон из Страбана в графстве Тирон (1668)
- ок. 1683—1691: Клод Гамильтон, 4-й граф Аберкорн (ок. 1629 — ок. 1691), 5-й лорд Гамильтон, старший сын Джорджа Гамильтона, 4-го барона Гамильтона из Страбана (1634/1637 — 1668) и потомок 3-го графа Аберкорна. Скончался неженатым

Другие титулы (5-й граф): барон Гамильтон из Страбана в графстве Тирон (1692)
- 1691—1701: Чарльз Гамильтон, 5-й граф Аберкорн (ум. 1701), младший брат 4-го графа Абернкорна. Скончался бездетным
- 1701—1734: Джеймс Гамильтон, 6-й граф Аберкорн (ок. 1661—1734), старший сын полковника Джеймса Гамильтона (ок. 1620—1673), внук баронета Джорджа Гамильтона из Доналонга (ок. 1607—1679) и правнук 1-го графа Абернкорна

Другие титулы (7-й граф и дальше): виконт Страбан и барон Маунткасл в графстве Тирон (1701)
- 1734—1744: Джеймс Гамильтон, 7-й граф Аберкорн (1685—1744), старший сын 6-го графа Абернкорна

Другие титулы (8-й граф и дальше): виконт Гамильтон (1786)
- 1744—1789: Джеймс Гамильтон, 8-й граф Аберкорн (1712—1789), старший сын 7-го графа, умер неженатым
- 1789—1818:  Джон Гамильтон, 9-й граф Аберкорн (1756—1818), сын капитана Джона Гамильтона (1714—1755) и внук 7-го графа Абернкорна. С 1790 года — маркиз Абернкорн

## Маркизы Аберкорн (1790)
Другие титулы: граф Аберкорн (1606), виконт Страбан (1701), виконт Гамильтон (1786), лорд Пейсли в графстве Ренфрю (1587), лорд Аберкорн в графстве Линлитгоу (1603), лорд Пейсли, Гамильтон, Маунткасл и Киркпатрик (1606), лорд Гамильтон из Страбана в графстве Тирон (1617), барон Маунткасл в графстве Тирон (1701)
- 1790—1818: Джон Гамильтон, 1-й маркиз Аберкорн (1756—1818), сын капитана Джона Гамильтона, второго сына 7-го графа Абернкорна
  - Джеймс Гамильтон, виконт Гамильтон (1786—1818), старший сын 1-го маркиза, умер раньше отца
- 1818—1885: Джеймс Гамильтон, 2-й маркиз Аберкорн (1811—1885), сын лорда Гамильтона и внук 1-го маркиза Абернкорна. С 1868 года — герцог Абернкорн.

## Герцоги Аберкорн (1868)
Другие титулы: маркиз Аберкорн (1790), маркиз Гамильтон из Страбана в графстве Тирон (1868), граф Абернкорн (1606), виконт Страбан (1701), виконт Гамильтон (1786), лорд Пейсли в графстве Ренфрю (1587), лорд Аберкорн в графстве Линлитгоу (1603), лорд Пейсли, Гамильтон, Маунткасл и Киркпатрик (1606), лорд Гамильтон из Страбана в графстве Тирон (1617), барон Маунткасл в графстве Тирон (1701)
- 1868—1885: Джеймс Гамильтон, 1-й герцог Аберкорн (1811—1885), старший сын Джеймса Гамильтона, лорда Гамильтона, и внук 1-го маркиза Аберкорна
- 1885—1913: Джеймс Гамильтон, 2-й герцог Аберкорн (1838—1913), старший сын 1-го герцога Аберкорна
- 1913—1953: Джеймс Альберт Эдвард Гамильтон, 3-й герцог Аберкорн (1869—1953), губернатор Северной Ирландии (1922—1945), старший сын 2-го герцога Аберкорна. Прадед Дианы, принцессы Уэльской
- 1953—1979: Джеймс Эдвард Гамильтон, 4-й герцог Аберкорн (1904—1979), старший сын 3-го герцога Аберкорна
- с 1979: Джеймс Гамильтон, 5-й герцог Аберкорн (род. 1934), старший сын 4-го герцога Аберкорна; его супруга Александра Гамильтон
  - Наследник: Джеймс Гарольд Чарльз Гамильтон, маркиз Гамильтон (род. 1969), старший сын 5-го герцога
    - Второй наследник: Джеймс Альфред Николас Гамильтон, виконт Страбан (род. 2005), старший сын лорда Гамильтона

## Линия преемственности
- Джеймс Гарольд Чарльз Гамильтон, Маркиз Гамильтон (род. 1969), старший сын 5-го герцога Аберкорна
- Джеймс Альфред Николас Хэмилтон, Виконт Страбан (род. 2005), старший сын Лорда Гамильтона
- Лорд Клод Гарольд Дуглас Гамильтон (род. 2007), младший сын Лорда Гамильтона
- Лорд Николас Эдвард Клод Гамильтон (род. 1979), младший сын 5-го герцога
- Лорд Клод Энтони Гамильтон (род. 1939), младший сын 4-го герцога
- Александр Джеймс Гамильтон (род. 1987), единственный сын лорда Энтони.